# Copa Ciudad de Temuco 2012
La Copa Ciudad de Temuco 2012 o Copa Temuco 2012 fue un torneo amistoso de fútbol, disputado con la modalidad de cuadrangular, que se realizó en la homónima ciudad de Temuco, capital de la Región de La Araucanía y de la Provincia de Cautín, Chile. Los participantes, cuatro clubes chilenos,  fueron el equipo local, Unión Temuco, además de Universidad de Concepción, Colo-Colo y Universidad Católica. En el partido inaugural Universidad Católica derrotó 2-1 a Universidad de Concepción, y de fondo Unión Temuco venció por el mismo marcador a Colo-Colo. En la última jornada, Universidad de Concepción se quedó con el tercer lugar del torneo, tras vencer a Colo-Colo 2-0 mediante tiros desde el punto penal luego de empatar por 2-2. En la final, Universidad Católica derrotó 2-0 a Unión Temuco y se consagró campeón.

## Antecedentes
El presidente de Unión Temuco, Marcelo Salas, y el intendente de la Región de la Araucanía, Andrés Molina Magofke, difundieron la realización del torneo el 18 de enero de 2012. En esa oportunidad Salas destacó que los equipos participantes presentarían formaciones estelares. El precio de las entradas generales se fijó entre un mínimo de 5 000 pesos chilenos y un máximo de 20 000 de la misma moneda para la primera jornada. En la segunda la entrada general más económica costó 7 000 y 35 000 fue el valor más alto. Para niños de 12 años o menos el costo del ingreso fue de 2 000 en la primera jornada y 4 000 en la última. El torneo, organizado por Salas producciones, contó con la transmisión de la señal televisiva Mega. En cuanto al aspecto deportivo, el cuadrangular se desarrolló en el contexto de un torneo de verano, con los equipos iniciando su temporada, como por ejemplo Universidad Católica y Colo-Colo, club en el cual declararon que el campeonato creado en Temuco les serviría de preparación.

## Llaves

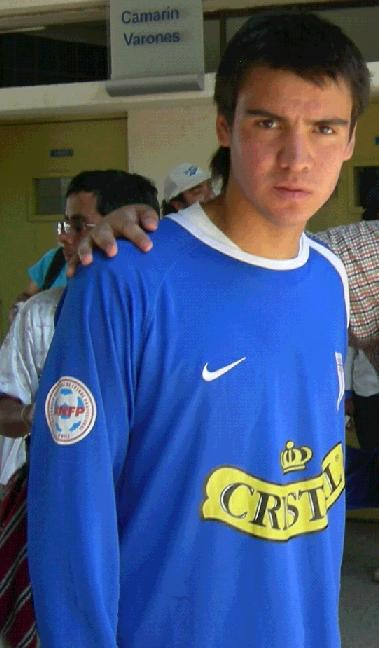
Cristopher Toselli estuvo entre los jugadores destacados del equipo campeón.

Las fechas del torneo se programaron en jornadas dobles para el 19 y 21 de enero. Todos los partidos fueron realizados en el Estadio Germán Becker.
|  | Jornada inicial      | Jornada inicial      |   |                     | Final         | Final |  |
|  |                      |                      |   |                     |               |       |  |
|  |                      |                      |   |                     |               |       |  |
|  | 19 de enero          |                      |   |                     |               |       |  |
|  | Universidad Católica | 2                    |   |                     |               |       |  |
|  | Univ. de Concepción  | 1                    |   |                     |               |       |  |
|  |                      |                      |   |                     |               |       |  |
|  |                      |                      |   |                     | 21 de enero   |       |  |
|  |                      |                      |   |                     | Unión Temuco  | 0     |  |
|  |                      | Universidad Católica | 2 |                     |               |       |  |
|  |                      |                      |   |                     |               |       |  |
|  |                      |                      |   |                     |               |       |  |
|  |                      |                      |   |                     | Tercer puesto |       |  |
|  | 19 de enero          | 19 de enero          |   | 21 de enero         | 21 de enero   |       |  |
|  | Unión Temuco         | 2                    |   | Univ. de Concepción | 2 (2)         |       |  |
|  | Colo-Colo            | 1                    |   |                     | Colo-Colo     | 2 (0) |  |

## Desarrollo
Las bases del torneo estipularon que los ganadores y perdedores de la primera jornada se enfrentarían por el título y el tercer puesto, respectivamente. Los triunfos de Universidad Católica y Unión Temuco en sus duelos iniciales les permitieron avanzar a la final. Universidad de Concepción y Colo-Colo definieron el tercer lugar.

### Jornada inicial
El triunfo 2-1 de Universidad Católica sobre Universidad de Concepción tuvo como incidencia el penal errado a los 85 minutos por Gabriel Vargas, delantero del club de la Región del Biobío, luego de una falta sancionada a Enzo Andía; el  lanzamiento fue contenido por Cristopher Toselli, arquero de Universidad Católica. En el club vencedor debutaron los jugadores Roberto Ovelar y Michael Ríos, autores de los goles de su equipo. El partido fue definido como vibrante por una parte de la prensa. En una declaración posterior al encuentro, el jugador Ovelar comentó que su gol le daba confianza.
| 19 de enero de 2012, 19:00 | Universidad Católica  | 2:1 (1:0) | Universidad de Concepción | Germán Becker, Temuco                                   |                                                         |
|                            | Ovelar 26' · Ríos 73' |           | Contreras 58'             | Asistencia: 8.000 espectadores Árbitro(s): Jorge Osorio | Asistencia: 8.000 espectadores Árbitro(s): Jorge Osorio |

En el juego de fondo Unión Temuco venció 2-1 a Colo-Colo. Como novedades en este partido con respecto a la temporada 2012, el equipo visitante presentaba el debut de Pablo Contreras y Horacio Cardozo. El ganador solo se dilucidó en los minutos finales, con el autogol de Luis Mena en favor del local, luego de una equivocación del arquero Raúl Olivares al soltar un balón. Después del encuentro, el jugador Contreras declaró que su equipo había quedado en deuda tras la derrota.
| 19 de enero de 2012, 22:30 | Unión Temuco                | 2:1 (1:0) | Colo-Colo   | Germán Becker, Temuco                                     |                                                           |
|                            | Donoso 2' · Mena 90' (a.g.) |           | Paredes 58' | Asistencia: 9.500 espectadores Árbitro(s): Julio Bascuñán | Asistencia: 9.500 espectadores Árbitro(s): Julio Bascuñán |

### Definición del tercer puesto
El 21 de enero de 2012 se enfrentaron Colo-Colo y Universidad de Concepción por la definición del tercer puesto. Tras un primer lapso trabado, Colo-Colo sacó una ventaja parcial de 2-0 con goles de Rodrigo Millar y Lucas Wilchez. En los últimos quince minutos del segundo tiempo, Universidad de Concepción igualó 2-2 con anotaciones de Miguel Hernández y Gabriel Vargas en los descuentos. Finalmente, el equipo de la Región del Biobío se impuso 2-0 en definición a penales. Con ese resultado Universidad de Concepción terminó tercero en el torneo y Colo-Colo quedó en último lugar. Una consecuencia de la derrota de Colo-Colo fue el cuestionamiento de la prensa sobre el nivel de sus arqueros. Al respecto su gerente técnico Jaime Pizarro manifestó que la evaluación continuaba y el asunto sería analizado.
| 21 de enero de 2012, 19:00 | Universidad de Concepción                   | 2:2 (0:0) (2:0 p.)         | Colo-Colo                                       | Germán Becker, Temuco                                      |                                                            |
|                            | Hernández 75' · Vargas 91'                  |                            | Millar 65' · Wilchez 69'                        | Asistencia: 7.000 espectadores Árbitro(s): René de la Rosa | Asistencia: 7.000 espectadores Árbitro(s): René de la Rosa |
|                            |                                             | Tiros desde el punto penal |                                                 |                                                            |                                                            |
|                            | Gaete 0 · Hernández 1 · Guerra 1 · Ribera 2 |                            | 0 Millar · 0 Cardozo · 0 Wilchez · 0 Vidangossy |                                                            |                                                            |

- Tras imponerse 2-0 mediante tiros desde el punto penal, Universidad de Concepción obtuvo el tercer lugar.[27]

### Final
Tras la definición del tercer puesto entre Universidad de Concepción y Colo-Colo, Unión Temuco y Universidad Católica se enfrentaron para dirimir el título del torneo. Con goles de Michael Ríos y Nicolás Trecco, que convirtió poco después de su ingreso a la cancha, Universidad Católica derrotó 2-0 al equipo organizador y se proclamó campeón. Las incorporaciones realizadas por Universidad Católica en 2012 destacaron en el cuadrangular. Uno de los jugadores que debutaron en el equipo de la Región Metropolitana, además de Nicolás Trecco, fue Matías Campos. Entre los demás integrantes del equipo campeón, la prensa mencionó a Cristopher Toselli como un futbolista sobresaliente en el torneo.
| 21 de enero de 2012, 22:10 | Unión Temuco | 0:2 (0:1) | Universidad Católica  | Germán Becker, Temuco                                   |                                                         |
|                            | -            |           | Ríos 23' · Trecco 63' | Asistencia: 7.000 espectadores Árbitro(s): Claudio Puga | Asistencia: 7.000 espectadores Árbitro(s): Claudio Puga |

## Campeón
Como consecuencia de su triunfo 2-0 sobre el club local Unión Temuco, Universidad Católica obtuvo el título. Los lugares siguientes fueron para el finalista Unión Temuco, Universidad de Concepción y Colo-Colo. Además de la Copa Chile 2011 a nivel oficial, la copa amistosa disputada en Temuco fue el último logro en Universidad Católica del entrenador Mario Lepe, despedido el 19 de abril de 2012.
| Chile                |
| Universidad Católica |

## Goleadores
Los siguientes jugadores anotaron para su equipo durante el torneo:
| Jugador          | Equipo                    | Goles |
| ---------------- | ------------------------- | ----- |
| Michael Ríos     | Universidad Católica      | 2     |
| Roberto Ovelar   | Universidad Católica      | 1     |
| José Contreras   | Universidad de Concepción | 1     |
| Matías Donoso    | Unión Temuco              | 1     |
| Esteban Paredes  | Colo-Colo                 | 1     |
| Rodrigo Millar   | Colo-Colo                 | 1     |
| Lucas Wilchez    | Colo-Colo                 | 1     |
| Miguel Hernández | Universidad de Concepción | 1     |
| Gabriel Vargas   | Universidad de Concepción | 1     |
| Nicolás Trecco   | Universidad Católica      | 1     |

La anotación que complementa los goles registrados en la tabla fue un autogol de Luis Mena, jugador de Colo-Colo, a favor de Unión Temuco.